# Jamie Greubel-Poser
Jamie Greubel-Poser (Princeton, 9 novembre 1983) è un'ex bobbista statunitense, medaglia di bronzo olimpica nel bob a due a Soči 2014 e vincitrice della Coppa del Mondo nel 2016/17.
Nata Greubel, dall'estate del 2014 ha assunto il cognome Greubel-Poser dopo il matrimonio con il bobbista tedesco Christian Poser.

## Biografia
A livello universitario ha praticato l'atletica leggera (nell'heptathlon) e il pentathlon moderno. 

### Gli inizi da frenatrice
Si convertì al bob nel 2007 quando iniziò a competere come frenatrice per la squadra nazionale statunitense. Debuttò in Coppa Nordamericana a gennaio 2008 spingendo la slitta della connazionale Phoebe Burns ed esordì in Coppa del Mondo nell'ultima gara della stagione 2008/09, il 13 febbraio 2009 a Park City dove si classificò tredicesima nel bob a due con la Burns. Colse il suo primo podio il 22 novembre 2009 a Lake Placid (2ª nella gara a squadre), stavolta in coppia con Erin Pac.

### La carriera da pilota
Nell'aprile del 2009 la Greubel passò al ruolo di pilota debuttando in Coppa Nordamericana, circuito continentale nel quale concluse terza in graduatoria generale nel 2010/11. Il suo debutto in Coppa del Mondo nella nuova veste avvenne però all'avvio della stagione 2010/11, il 3 dicembre 2010 a Calgary dove si piazzò al dodicesimo posto nel bob a due. Conquistò il suo primo podio da pilota il 14 dicembre 2012 (2ª a La Plagne nel bob a due) e la sua prima vittoria in assoluto ad Igls, il 19 gennaio 2014, nella penultima gara della stagione 2013/2014 con la frenatrice Lauryn Williams. Terminò al secondo posto in classifica generale nel 2015/2016 dietro alla canadese Kaillie Humphries e vinse la Coppa nella stagione nel 2016/2017 sopravanzando la stessa Humphries nell'ultima gara stagionale disputatasi a Pyeongchang, in Corea del Sud.
Prese parte a due edizioni Giochi olimpici invernali: a Soči 2014 vinse la medaglia di bronzo nel bob a due con la frenatrice Aja Evans, venendo superate dalla squadra canadese pilotata da Kaillie Humphries, vincitrice dell'oro, e da quella capitanata dalla connazionale Elana Meyers-Taylor, argento. Quattro anni dopo, a Pyeongchang 2018, si piazzò al quinto posto nel bob a due sempre con la con Evans.
Partecipò inoltre a cinque edizioni dei campionati mondiali vincendo la medaglia di bronzo nel bob a due a Schönau am Königssee 2017 in coppia con Aja Evans, mentre concluse al sesto posto nella competizione a squadre a Igls 2016.

## Palmarès

### Olimpiadi
- 1 medaglia:
  - 1 bronzo (bob a due a Soči 2014).

### Mondiali
- 1 medaglia:
  - 1 bronzo (bob a due a Schönau am Königssee 2017).

### Coppa del Mondo
- Vincitrice della Coppa del Mondo nel bob a due nel 2016/17.
- 28 podi (27 nel bob a due, 1 nelle gare a squadre):
  - 6 vittorie (tutte nel bob a due);
  - 8 secondi posti (7 nel bob a due e 1 nelle gare a squadre);
  - 14 terzi posti (tutti nel bob a due).

#### Coppa del Mondo - vittorie
| Data             | Luogo       | Paese         | Disciplina                  |
| ---------------- | ----------- | ------------- | --------------------------- |
| 19 gennaio 2014  | Igls        | Austria       | a due con Lauryn Williams   |
| 5 dicembre 2015  | Winterberg  | Germania      | a due con Cherrelle Garrett |
| 8 gennaio 2016   | Lake Placid | Stati Uniti   | a due con Cherrelle Garrett |
| 16 dicembre 2016 | Lake Placid | Stati Uniti   | a due con Aja Evans         |
| 18 marzo 2017    | Pyeongchang | Corea del Sud | a due con Aja Evans         |
| 17 novembre 2017 | Park City   | Stati Uniti   | a due con Lauren Gibbs      |

### Circuiti minori

#### Coppa Europa
- Miglior piazzamento in classifica generale nel bob a due: 12ª nel 2011/12);
- 1 podio (nel bob a due):
  - 1 secondo posto.

#### Coppa Nordamericana
- Miglior piazzamento in classifica generale nel bob a due: 3ª nel 2010/11);
- 7 podi (tutti nel bob a due):
  - 4 vittorie;
  - 1 secondo posto;
  - 2 terzi posti.